# توم إي. لويس
توم إي. لويس (بالإنجليزية: Tom E. Lewis)‏ هو موسيقي وممثل أسترالي، ولد في 25 أغسطس 1958 في أستراليا، وتوفي بنفس المكان في 11 مايو 2018 بسبب نوبة قلبية.

## وصلات خارجية
- توم إي. لويس على موقع IMDb (الإنجليزية)
- توم إي. لويس على موقع ميوزك برينز (الإنجليزية)
- توم إي. لويس على موقع ديسكوغز (الإنجليزية)
- توم إي. لويس على موقع قاعدة بيانات الفيلم (الإنجليزية)